# Portret van een man met een rode muts
Portret van een man met een rode muts is een schilderij van de Zuid-Nederlandse kunstschilder Hans Memling, geschilderd tussen 1465 en 1470 op eiken paneel. Het portret werd in 1850 aangekocht door het Städelsches Kunstinstitut und Städtische Galerie te Frankfurt am Main dat het nog steeds bezit.

## Afbeelding
Het schilderij laat een busteportret van een man in driekwart links zien, voor een landschap in de achtergrond; de identiteit van de man is tot nu toe niet achterhaald. Het is een van de eerste portretten die Memling in Brugge schilderde. Het portret is verwant aan de portretten van Jan van Eyck en Rogier van der Weyden maar is hier afgebeeld in een stenen omlijsting achter de man, hetgeen innovatief genoemd kan worden. Het vertoont gelijkenissen met Memlings Portret van een man.

## Herkomst
Dit portret werd in 1823 aangekocht door L.J. Nieuwenhuys die het verkocht aan prins Willem van Oranje uit wiens veiling het in 1850 gekocht werd door het Frankfurter museum.
Portret van een man met een rode muts (1465-70) · Het laatste oordeel (1467-71) · Portret van Barbara van Vlaendenbergh (1470-1472) · Portret van een man (1470-75) · Triptiek van Jan Floreins (1479) · Triptiek van Adriaan Reins (1480) · Christus met zingende en musicerende engelen (ca. 1480-94) · Moreeltriptiek (1484) · Man met een Romeinse munt (na 1480)